# Assassinat de Charles de La Cerda
Pour les articles homonymes, voir De la Cerda.
Le 8 janvier 1354, Philippe de Navarre, frère de Charles II de Navarre dit « Charles le Mauvais », assassine le connétable de France Charles de La Cerda, dit « Charles d'Espagne », dans une auberge de la ville de L'Aigle.

## Contexte
La guerre de Cent Ans connaît une période de trêve depuis la grande peste de 1349. La première partie de la guerre a été largement à l'avantage des Anglais : Édouard III remportant des victoires écrasantes aux batailles de L'Écluse et Crécy puis en prenant Calais. Le pouvoir des Valois est largement contesté : Édouard III et Charles II de Navarre, tous deux descendants de Philippe le Bel par les femmes, peuvent revendiquer la couronne. Jean le Bon les prend de court par son couronnement très rapide (le 26 septembre 1350) après la mort de Philippe VI (le 22 août 1350). Le 29 août, au large de Winchelsea, une escadre conduite par Charles de La Cerda intercepte Édouard III que l'on suspectait de vouloir se rendre à Reims pour se faire sacrer roi de France. La bataille navale tourne à l'avantage de l'Anglais mais ses pertes sont lourdes et ce dernier ne peut plus s'opposer au sacre de Jean le Bon.
L’assassinat de Charles de La Cerda prend place au sein de tractations de paix entre les royaumes de France et d'Angleterre pour mettre fin à la guerre de Cent Ans et à la guerre de Succession de Bretagne pour lesquelles le connétable Charles de La Cerda est l'homme de confiance de Jean le Bon.

### Le parti de Navarre
Charles II de Navarre, dont la mère Jeanne a renoncé en 1328 à la couronne de France contre celle de Navarre, est l'aîné d'une puissante lignée et sait regrouper autour de lui les mécontents des règnes des premiers Valois. Il est soutenu par ses proches et leurs alliés : la famille des comtes de Boulogne (le comte, le cardinal, leurs  deux frères et leur parenté d'Auvergne), les barons champenois fidèles à Jeanne de Navarre (dernière comtesse de Champagne) et les fidèles de Robert d'Artois qui avait été chassé du royaume par Philippe VI. Il est soutenu par la puissante Université de Paris et les marchands du nord-ouest du royaume (pour lesquels le commerce trans-Manche est vital).
Le 19 novembre 1350, Jean le Bon fait exécuter le connétable Raoul de Brienne. Celui-ci rentre juste de captivité en Angleterre. Les causes de son exécution sont restées secrètes mais il semble qu'il ait été convaincu de haute trahison. En effet, il s'agit d'un gentilhomme cosmopolite dont le domaine est partagé entre plusieurs royaumes (France, Angleterre et Irlande). Comme tous les seigneurs dont les possessions ont une façade maritime à l'ouest (sauf ceux dont les domaines sont dans le bassin de la Seine et qui peuvent facilement commercer avec Paris), il a intérêt à soutenir l'Angleterre pour des raisons économiques (le transport maritime étant à l'époque plus performant que le transport terrestre, la Manche constitue une intense zone d'échange). Il semblerait qu'il ait négocié sa libération contre l'engagement de reconnaitre Édouard III comme roi de France et que Jean le Bon en ait eu connaissance par l'interception de courriers à destination du souverain anglais. Le roi ne souhaite pas que cela s'ébruite car cela remettrait en avant les problèmes de droits d'Édouard à la couronne de France. En 24 heures, Raoul de Brienne est arrêté, jugé à huis clos, décapité et ses biens confisqués. L'opacité sur les raisons de cette exécution expéditive laisse place aux rumeurs : il se dit que le connétable a été exécuté parce qu'il avait entretenu une liaison avec feu la reine Bonne de Luxembourg (ce qui permet de discréditer les futurs Valois en instituant un doute sur leur hérédité et donc leur légitimité). L'émotion est vive, Raoul de Brienne a de nombreux soutiens qui se rangent alors dans le camp navarrais : en particulier les seigneurs normands et la noblesse du nord-ouest (de Picardie, d'Artois, du Vermandois, du Beauvaisis et des Flandres dont l'économie dépend des importations de laine anglaise) qui pourraient passer côté anglais se sentent menacés et se rangent derrière Charles de Navarre ou les frères de Picquigny, fidèles alliés du connétable. Au lendemain du meurtre du connétable, Charles le Mauvais écrit au duc de Lancastre :« Tous les Nobles de Normandie sont passées avec moi à mort à vie ».

### Le parti de Charles de La Cerda
Charles de La Cerda est lui soutenu par les Bourbons et les Artois. Le roi est très proche de lui. En 1352, il épouse Marguerite de Blois, fille de Charles de Blois, (le candidat à la succession de Bretagne soutenu par le roi de France) ce qui lui vaut le soutien de seigneurs bretons tels que Bertrand Du Guesclin. Il a le soutien de sa famille : le vicomte Jean de Melun, son beau-père, et la comtesse d'Alençon, Marie de La Cerda (fille de l'infante don Fernando de La Cerda, 1275-1322), sa cousine, veuve des comtes Charles d'Étampes et Charles II d'Alençon . Il a ses fidèles dans l'armée royale, comme le maréchal Arnoul d'Audrehem. Il joue un jeu habile, attire vers lui des membres de familles liées depuis des années aux Évreux-Navarre pour affaiblir l'influence du puissant parti navarrais qui est une menace pour le roi.

## Les contentieux

### La rivalité

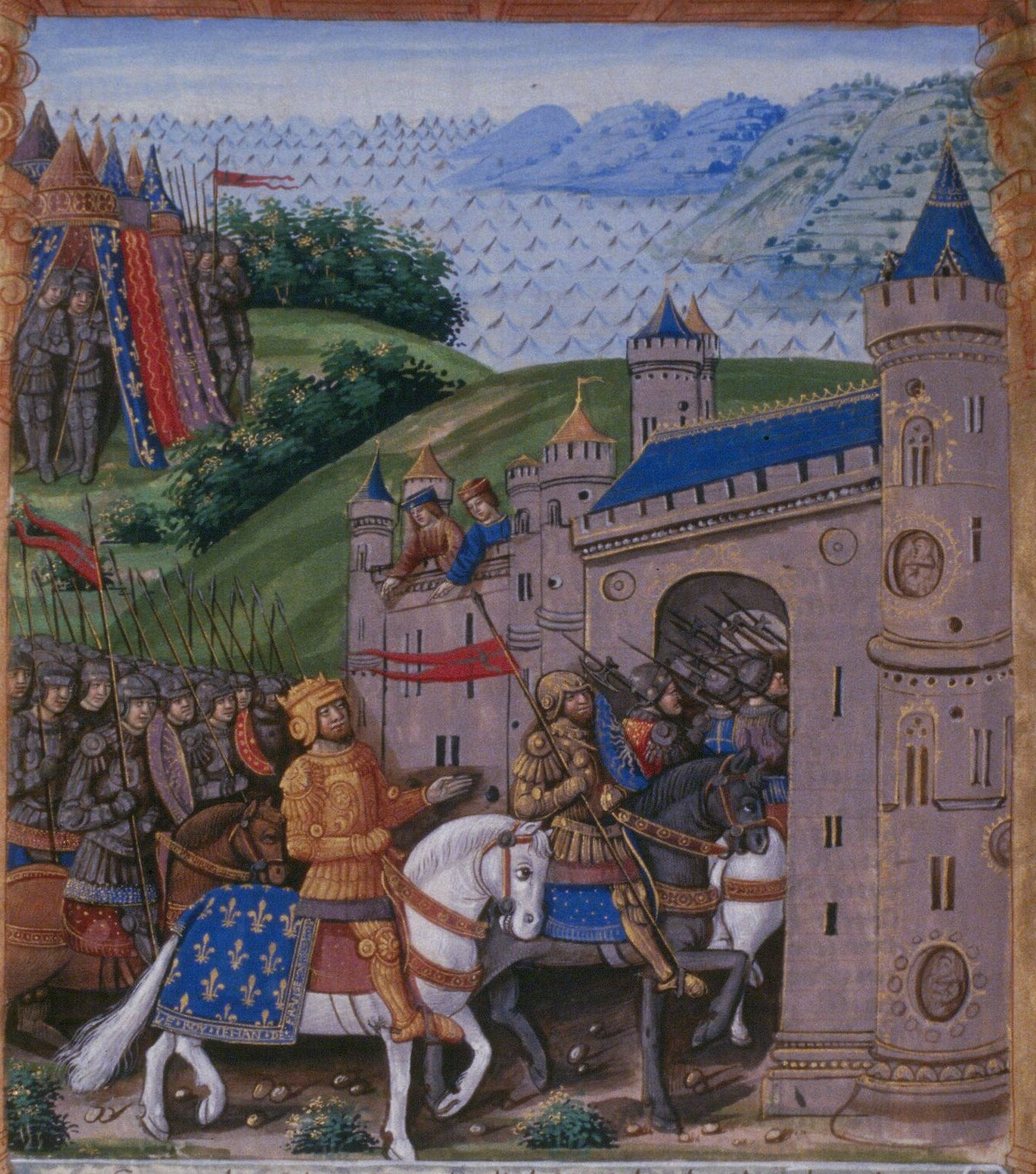
Prise de Saint-Jean-d'Angély

Charles de La Cerda accumule les honneurs, Jean le Bon lui confie missions diplomatiques et commandements militaires ou maritimes. En décembre 1350, outre la charge de connétable de France, il reçoit du roi le comté d'Angoulême aux dépens de Charles le Mauvais. Il s'illustre par une brillante campagne en Poitou où il prend Saint-Jean-d'Angély[réf. nécessaire]. 
Jean le Bon essaye de se concilier les bonnes grâces de Charles de Navarre et le nomme lieutenant du Languedoc. Il s'acquitte bien de ses fonctions civiles, mais il échoue à reprendre la place de Montréal près d'Agen. En 1352, le roi lui donne sa fille Jeanne en mariage avec une dot de 100 000 écus (il doit recourir à une mutation monétaire pour la réunir). Mais, à la suite d'un accord entre Jeanne de Navarre et le roi de France celle-ci a cédé le comté d’Angoulême contre les châtellenies de Beaumont, Asnières-sur-Oise et Pontoise: celles-ci n'ont jamais été remises et le comté d’Angoulême a tout de même échu à Charles de La Cerda !
Charles de Navarre est soigneusement tenu à l'écart du conseil du roi et Charles de La Cerda s'active à détricoter son réseau de fidèles. Évidemment, tout cela ne peut qu'en faire l'ennemi mortel du parti navarrais, qui répand des rumeurs d'homosexualité expliquant ses liens avec le roi. Au printemps 1353, une empoignade oppose le comte de Longueville, Philippe de Navarre, au connétable Charles de La Cerda, dans les appartements du roi. Celui-ci accuse le Navarrais d'être un faux-monnayeur et un menteur patenté. Ce dernier excédé tire sa dague et menace le favori du roi. Jean le Bon ramène Philippe de Navarre à la raison. Le connétable quitte la scène sous les insultes de l'outragé qui crie vengeance.

### Négociations de paix
Sous la pression du pape Innocent VI, Anglais, Français et Bretons négocient la paix dans la guerre de Cent Ans et dans la guerre de Succession de Bretagne. Le conflit breton est en effet dans une phase de statu quo : Jean de Montfort soutenu par les Anglais est mort et son fils n'a que 4 ans ; Charles de Blois, soutenu par les Français, est prisonnier à Londres et négocie sa rançon. Édouard III obtient par le traité de Westminster du 1er mars 1353 que, contre la reconnaissance de Charles de Blois comme duc de Bretagne, ce dernier s'engage à verser une rançon de 300 000 écus et à ce que la Bretagne signe un traité d'alliance perpétuelle avec l'Angleterre. Cette alliance devant être scellée par le mariage de Jean (le fils de Jean de Montfort) avec la fille d'Édouard III, Marie. Les époux étant cousins le mariage nécessite des lettres de dispense canonique que le pape n'accorderait qu'avec l'approbation du roi de France. Or Charles de La Cerda s'est marié en mars 1352 avec Marguerite de Blois (la fille de Charles de Blois). Très proche du roi de France, il a son mot à dire dans cette négociation et fait partie des plénipotentiaires. Par contre Charles le Mauvais est soigneusement tenu à l'écart des négociations. Une paix franco-anglaise nuirait à ses intérêts car sans la menace d'une alliance anglo-navarraise, il n'a aucune chance de faire valoir ses prétentions sur la Champagne et à fortiori sur la couronne de France. Or début janvier 1354, au moment où Charles de La Cerda part pour la Normandie, le roi a donné son accord au mariage. Dès lors il faut faire capoter les négociations et se saisir de la personne de Charles de La Cerda qui serait une pièce de poids pour influer sur le cours des tractations, Charles le Mauvais décide de passer à l'action.

## Préparation de l'assassinat
Philippe de Navarre se retire sur ses terres de Normandie et fait surveiller le connétable jour et nuit. C'est ainsi qu'il apprend, début janvier 1354, que Charles de La Cerda est en Normandie pour se rendre à Verneuil chez sa tante Marie de La Cerda, comtesse d'Alençon, et qu'il va passer la nuit en la ville de L'Aigle. Il tient l'occasion de se venger et prévient son frère. Celui-ci décide de se saisir de la personne du connétable. Charles de La Cerda, qui a pour habitude de se déplacer sous faible escorte de quelques hommes, descend à l'auberge de « la Truie-qui-File » à L'Aigle.
Charles le Mauvais charge Geoffroy d'Harcourt de recruter des hommes de main et part pour L'Aigle à la tête d'une petite troupe, accompagné par son frère Philippe de Navarre qui dirigera le coup de main.

## Assassinat de Charles de La Cerda
Le 8 janvier 1354, à la tombée de la nuit, des cavaliers de Charles de Navarre encerclent l'auberge de « La Truie-qui-File » à L'Aigle. Charles le Mauvais reste  prudemment à l'écart. Le connétable est dans sa chambre avec quelques fidèles. Alarmé par l'arrivée de la troupe, il se précipite à la fenêtre et constate avec effroi que le piège vient de se refermer. Il est trop tard : l'un de ses valets a ouvert la porte d'entrée extérieure, le connétable essaye de se cacher sous le lit mais Philippe de Navarre et ses hommes le tirent de sa cachette. Le connétable, molesté, injurié tombe à genoux et les mains jointes, supplie les Navarrais de l'épargner. Charles le Mauvais toujours à l'écart envoie un homme faire part de son impatience. Le message est mal compris par Philippe de Navarre (qui n'attendait que ça) et Charles de La Cerda est alors lardé de coups d'épées (plus de quatre-vingts plaies seront répertoriées sur son corps).

## La revendication
Charles de Navarre qui ne souhaitait que la capture du connétable plus que son assassinat en endosse la responsabilité pour couvrir son ombrageux et impulsif frère Philippe qui fut l'exécutant. Contrairement à Jean le Bon qui reste prostré 4 jours à l'annonce de la mort de Charles de La Cerda, montrant qu'il ne peut maîtriser son émotion, il se pose en chef d'État et revendique pleinement le meurtre qu'il justifie comme étant une question d'honneur.

## Conséquences
Charles de Navarre est fortement soutenu et les seigneurs normands se rangent derrière lui, les châteaux normands sont réarmés. Il envoie Jean de Fricamp, surnommé Friquet, emprunter de l'argent à Bruges pour lever une armée. Dès le 10 juillet 1354, la chancellerie navarraise envoie des courriers demandant une aide militaire à Édouard III, au Prince noir, à la reine Philippa de Hainaut et à Jean de Gand, duc de Lancastre. Allié aux Anglais, il a les moyens de contraindre le roi de France à accepter l'assassinat de son favori. Le 22 février 1354, Jean le Bon doit accepter des concessions au traité de Mantes pour éviter une reprise de la guerre de Cent Ans. Par ce traité, Charles II le Mauvais, renonce à réclamer les châtellenies d'Asnières-sur-Oise, Pontoise et Beaumont que le roi ne lui avait toujours pas remises. En contrepartie, il reçoit le comté de Beaumont-le-Roger, les châteaux de Breteuil, Conches et de Pont-Audemer, le clos du Cotentin avec la ville de Cherbourg, les vicomtés de Carentan, Coutances et Valognes, en Normandie. Il peut recevoir l'hommage des seigneurs normands qui l'ont soutenu. Ce traité lui donnait également la permission de tenir chaque année un échiquier, il pourra y rendre justice sans que des appels puissent être envoyés au parlement de Paris. Au total, il reçoit toutes les prérogatives du duc de Normandie sans en avoir le titre. D'autre part, l'assassinat de Charles de La Cerda a compromis les accords de paix franco-anglais : ni la guerre de Cent Ans, ni la guerre de Succession de Bretagne ne sont réglées. Charles le Mauvais est en position de force, il n'a jamais été aussi puissant.

### Sources et bibliographie
: document utilisé comme source pour la rédaction de cet article.
- Georges Bordonove, Charles VII le Victorieux, Paris, Pygmalion, coll. « Les Rois qui ont fait la France », 1985, 318 p. (ISBN 978-2-85704-195-5)
- François Autrand, Charles V : le Sage, Fayard, 1994, 909 p. (ISBN 978-2-213-02769-2).